# Cârța (Harghita)
Cârța auch Cîrța [ˈkɨrt͡sa] (veraltet Carțfalău; ungarisch Karcfalva oder Csíkkarcfalva) ist eine Gemeinde im Kreis Harghita, in der Region Siebenbürgen in Rumänien.

## Geographische Lage

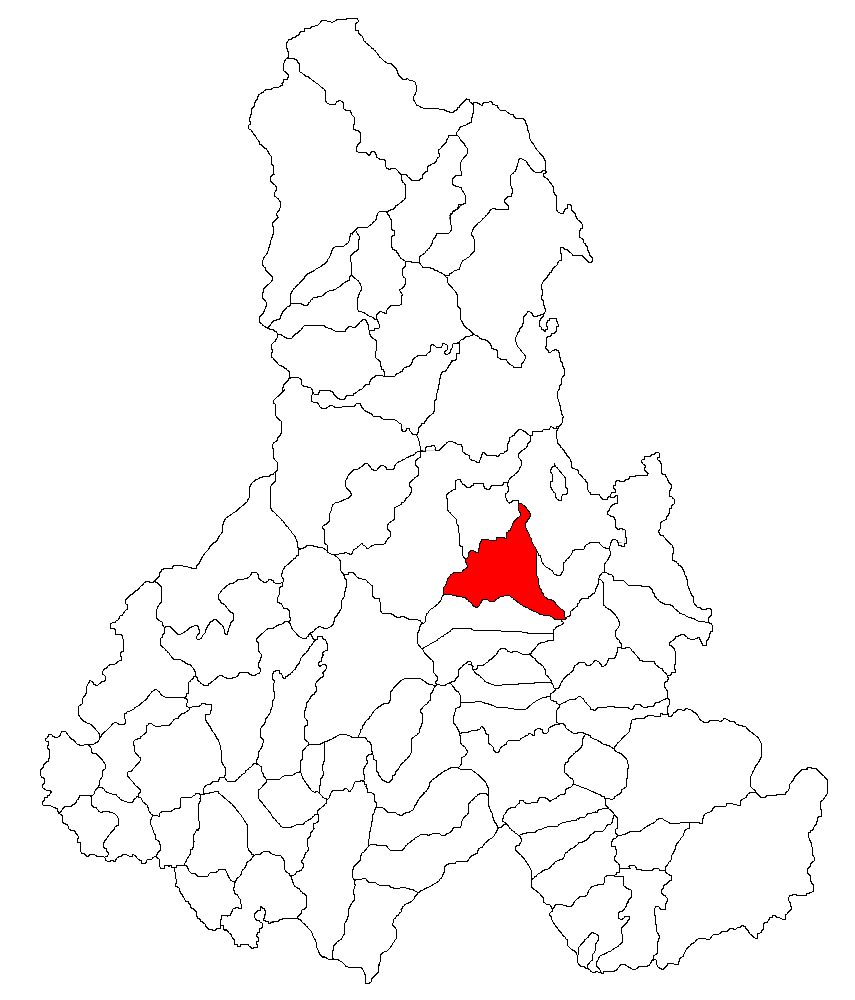
Lage der Gemeinde Cârța im Kreis Harghita

Cârța liegt östlich des Siebenbürgischen Beckens zwischen dem Harghita- und dem Ciuc-Gebirge – Teilgebirge der Ostkarpaten – in der historischen Region Szeklerland. An der Mündung des Baches Lunca in den Oberlauf des Olt (Alt), an der Bahnstrecke Siculeni–Gheorgheni und der Nationalstraße (Drum național) DN12 liegt Cârța 23 Kilometer nördlich von der Kreishauptstadt Miercurea Ciuc (Szeklerburg) entfernt.

## Geschichte
Der mehrheitlich von Szeklern bewohnte Ort Cârța wurde im Jahr 1333 erstmals urkundlich erwähnt.
Das rumänische archäologische Landesverzeichnis (rum. Repertoriul Arheologic Național) vermerkt im Gemeindezentrum, unweit der Kirchenburg, eine Siedlung der Jungsteinzeit, archäologische Funde der Hallstattzeit und bei Fântâna lui Blassiu eine Siedlung der Latènezeit.
Des Weiteren werden im eingemeindeten Dorf Ineu (ungarisch Csíkjenőfalva), im Anwesen von Aron Barabás, eine Siedlung der Völkerwanderungszeit und in dem von den Einheimischen Grădina Kósa genannt, werden Siedlungen in unterschiedliche Zeitalter zugeordnet.
Verwaltungstechnisch gehörte Cârța zur Zeit des Königreichs Ungarn zum Stuhlbezirk Felcsík im Komitat Csík (rumänisch Comitatul Ciuc), anschließend zum historischen Kreis Ciuc und seit 1950 zum heutigen Kreis Harghita.
Cârța als eigenständige Gemeinde besteht seit 2003 durch Abspaltung der heutigen Gemeinde Tomești (ungarisch Csikszenttamás).

## Bevölkerung
Die Bevölkerung der heutigen Gemeinde Cârța entwickelte sich wie folgt:
| Volkszählung | Volkszählung | Ethnische Zusammensetzung | Ethnische Zusammensetzung | Ethnische Zusammensetzung | Ethnische Zusammensetzung |
| Jahr         | Bevölkerung  | Rumänen                   | Magyaren                  | Deutsche                  | andere                    |
| ------------ | ------------ | ------------------------- | ------------------------- | ------------------------- | ------------------------- |
| 1850         | 2184         | 55                        | 2114                      | 2                         | 13                        |
| 1920         | 3065         | 941                       | 2120                      | -                         | 4                         |
| 1941         | 3665         | 5                         | 3658                      | 1                         | 1                         |
| 1977         | 3355         | 14                        | 3340                      | 1                         | -                         |
| 2002         | 2842         | 15                        | 2826                      | -                         | 1                         |
| 2011         | 2709         | 9                         | 2656                      | -                         | 44                        |
| 2021         | 2527         | 13                        | 2426                      | -                         | 88                        |

Seit 1850 wurde in der heutigen Gemeinde Cârța die höchste Einwohnerzahl sowie die der Magyaren 1941 ermittelt. Die höchste Anzahl der Rumänen wurde 1920, die der Rumäniendeutschen 1850 und die der Roma (28) wurde 1992 registriert. Des Weiteren bekannten sich 1966 24 als Ukrainer.

## Sehenswürdigkeiten
- Die Kirchenburg um die römisch-katholische Mariä-Himmelfahrt-Kirche,[10] 1444 auf einer Anhöhe errichtet, ist mit einer acht Meter hohen Ringmauer mit inneren Wehrgängen und Schießscharten versehen.[3] 1720 wurde diese neu gestaltet und steht unter Denkmalschutz.[11] Die ehemalige Torbastei wurde in den aktuellen Kirchturm umgebaut. Die turmlose Kirche besteht aus dem gotischen Chor und dem 1796 kreuzförmig gebauten Kirchenschiff. Das achteckige Taufbecken stammt aus dem 15. Jahrhundert, zwei Silberkelche von 1540 und 1570 und eine Silbermonstranz wird in das Jahr 1653 datiert. Eine Mariensäule mit einer Gesamthöhe von 4,25 m (Steinsäule mitsamt Marienstandbild)[12] befindet sich beim Aufgang zur Kirchenburg.[3] Laut dem Verzeichnis historischer Denkmäler des rumänischen Kultusministeriums stammt die Statue aus dem 18. Jahrhundert.[11]
- Unter Denkmalschutz steht in Cârța auch das im 18. Jahrhundert errichtete römisch-katholische-Pfarrhaus.[11]
- Im eingemeindeten Dorf Ineu in der Oltmejéke-Str. Nr. 222 ist das 1874 errichtete Anwesen denkmalgeschützt.[11]
- Aus der Ortsmitte von Cârța führt nach etwa drei Kilometer ein Forstweg zum Thermalbad Madicsa, dessen Heilzwecke den Verdauungs-, Leber- und Herzkrankheiten zugeschrieben werden. Der Wanderweg steigt weiter bis zum bewaldeten Vulkankrater Ostoroș bei 1358 m und dem 19,64 Hektar großen Naturschutzgebiet Lacul Dracului (ungarisch Ördögtó).[13] In diesem Hochmoor sind Zwergbirken, Rosmarin, Sibirische Goldkolben und Moor-Steinbrech vorhanden.[3] Im Jahr 2000 wurde im Naturschutzgebiet die Spinnenart Meioneta similis entdeckt.[14]

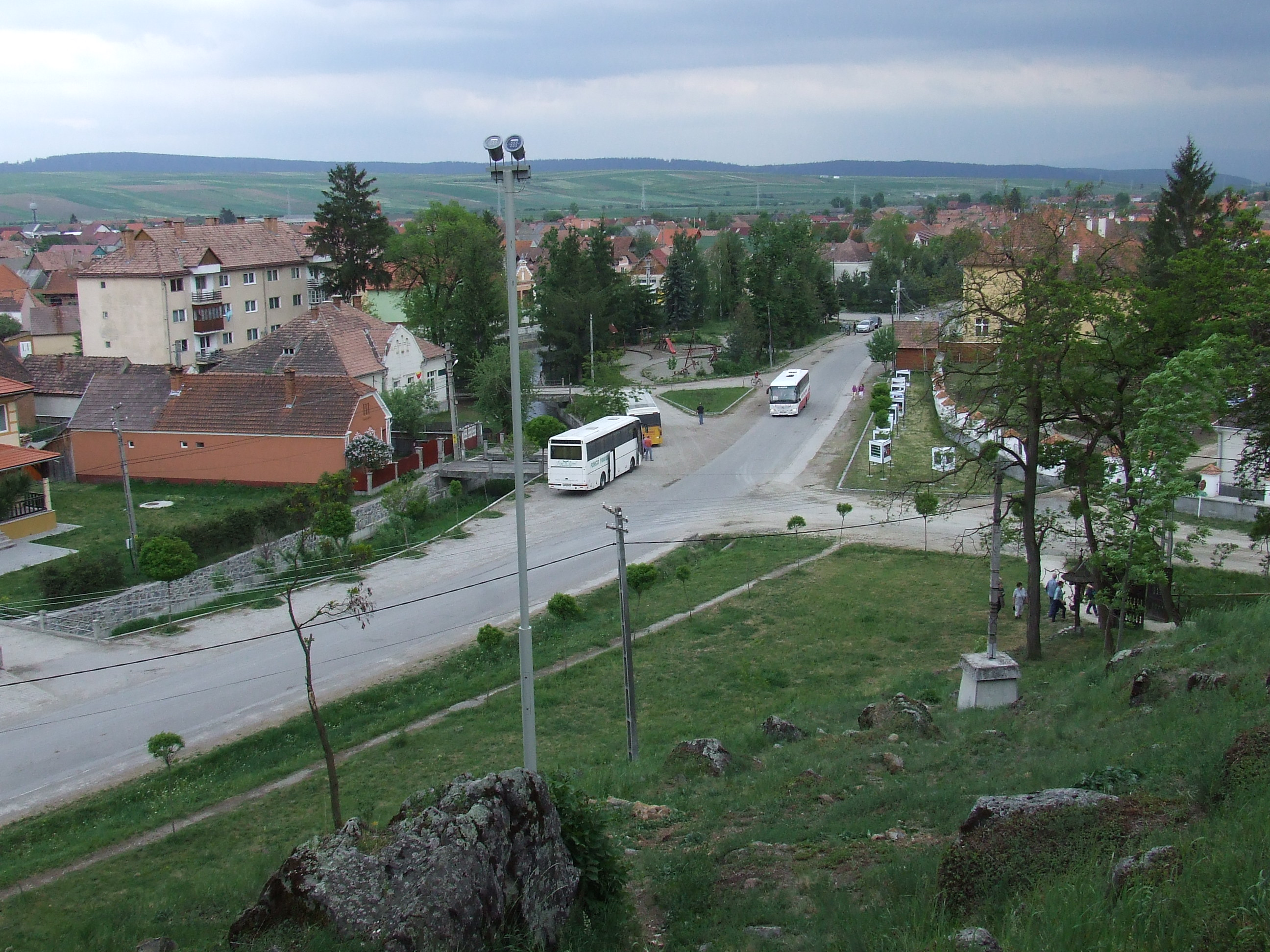
Blick auf Cârța
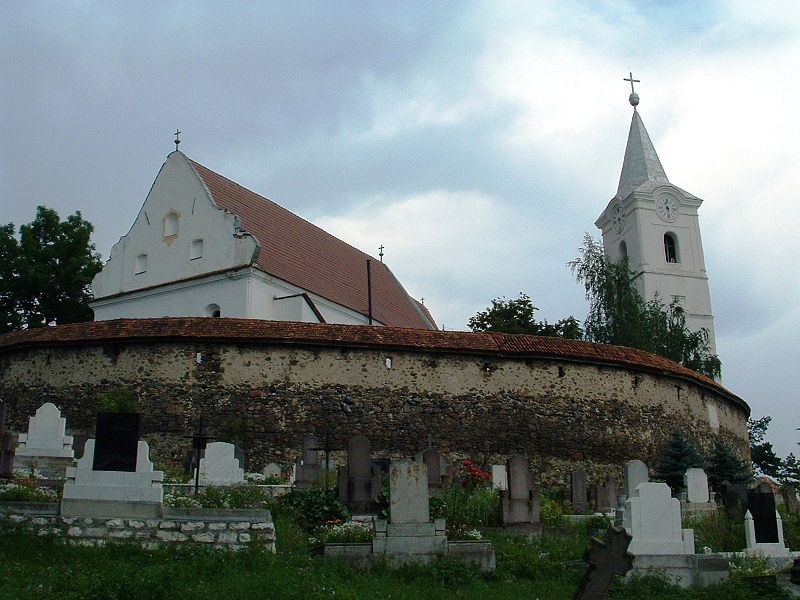
Römisch-katholische Kirchenburg
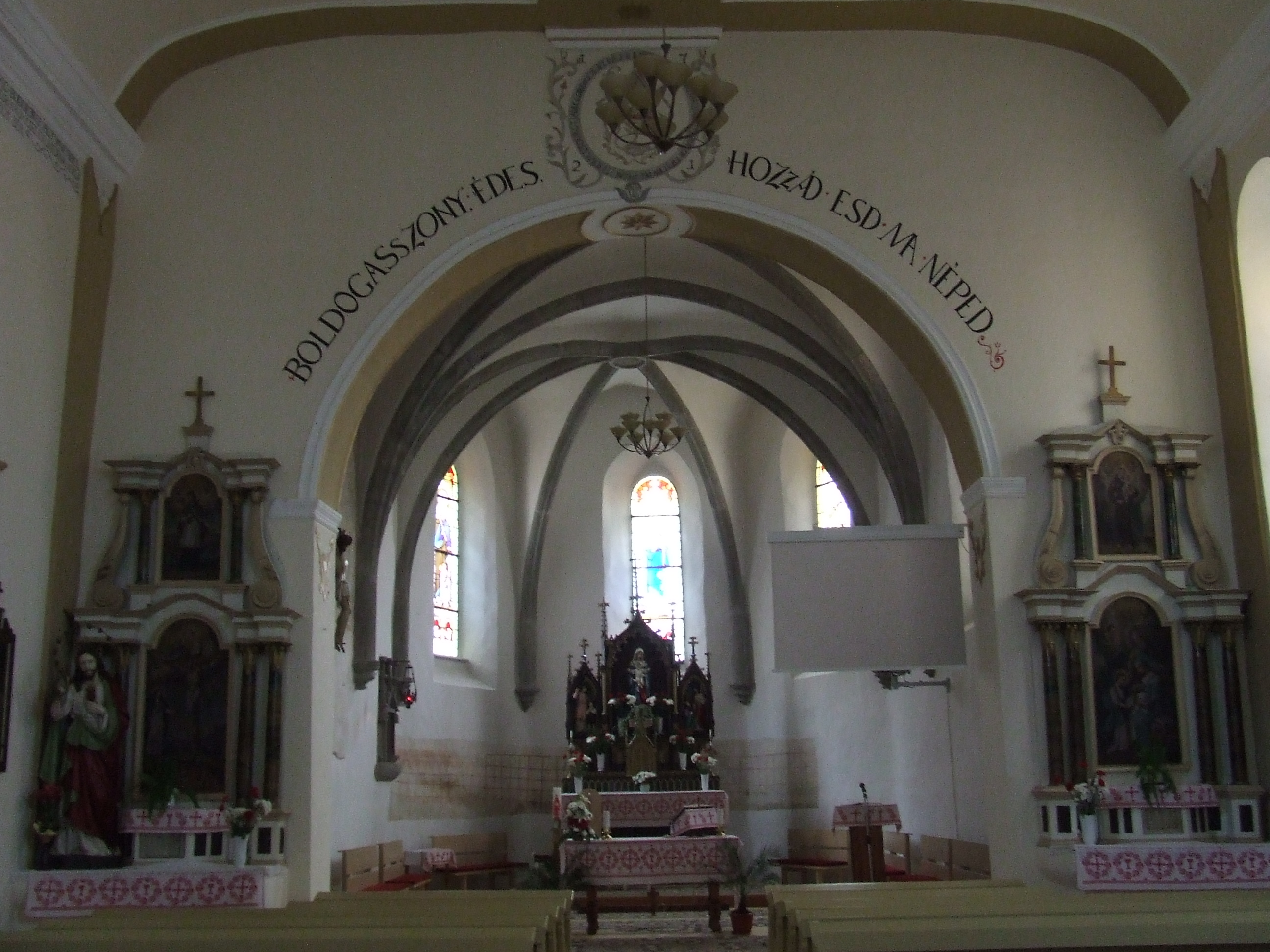
Blick in Richtung Altar

## Persönlichkeiten
- Hunor Kelemen (* 1967), Politiker ungarischer Volkszugehörigkeit

## Städtepartnerschaft
Die Gemeinde Cârța pflegt seit etwa 2008 Partnerschaften mit den ungarischen Gemeinden Mernye (im Komitat Somogy), Helvécia und Fertőrákos (Kroisbach) und der slowakischen Gemeinde Zatín (ungarisch Zétény).